# セッション (NHK番組)
『THE SESSION 20xx』（セッション 20xx）は、NHK-FM放送で1978年（昭和53年）11月26日から2021年（令和3年）3月27日までレギュラー放送され、2022年1月1日から不定期放送されているジャズ・フュージョンのスタジオライブを放送したラジオ番組である。

## 概要
タイトルは文字通りジャズの「セッション」に由来する。
メジャー・デビューしたバンドだけではなく、ライブホールで定期的に演奏するプロによるセッションバンドの演奏やゲストミュージシャンを招いたり、CDには無いオリジナルナンバーの演奏も行われた。
放送日時は長らく、最終日曜日を除く毎週日曜日22時30分から23時30分（再放送は金曜10時から11時）だったが、2018年4月から「画のないアニメ館」の後番組として、月1回・最終土曜日23時からの2時間番組となった。最終週以外の土曜日は、ジャズ評論家の児山紀芳→大友良英がパーソナリティとしてジャズ音源を紹介する「ジャズ・トゥナイト」が放送される。
2021年3月27日をもって番組が終了。これにより、番組タイトルを替えつつ放送された「セッション」シリーズは42年4か月の放送に一旦幕を降ろした。
2022年1月1日に放送された新春スペシャルを機に不定期に放送される特別番組として再開された。案内役はジャズピアニストの国府弘子に交代。
2022年4月29日 13:05 - 15:55（NHKラジオ第一放送）と2022年5月6日 7:25 - 9:55（NHK-FM放送）に、「セッション2022新緑スペシャル」が放送された。 

## 番組タイトルの変遷（レギュラー放送時代）
- 1978年11月26日 - 1998年 「セッション 'xx」（末尾に西暦年の下2桁、1978年は「セッション '78」）
- 1999年4月 - 2006年3月 「セッション505」 - 収録スタジオがNHK放送センター505スタジオ（ラジオ放送の公開収録スタジオ）に統一されたことによる。
- 2006年4月 - 2021年3月「セッション20xx」（末尾に西暦年4桁、2006年は「セッション2006」） - 505スタジオに加え、放送センターのオープンスタジオみんなの広場ふれあいホールでも公開収録が開催される。

## 歴代進行役
- 牧岩雅夫（フリーアナウンサー）- 1980年代に出演。
- 鹿内孝（俳優） - 1995年3月まで担当。鹿内がMCを務めた当時は番組オープニング冒頭で『セッション○○』と番組タイトルをコールし、鹿内のキューのサインで演奏バンドがイントロ部分を演奏した[注 1]。
- 立子山博恒[注 2]（当時NHKアナウンサー）
  - 1995年4月から1999年3月まで担当した。
- 小川もこ（フリーアナウンサー）
  - 1999年4月から2010年3月まで担当した。
- 濱中博久（フリーアナウンサー。元NHKアナウンサー）
  - 2010年4月からレギュラー放送終了まで担当した。
- 国府弘子（ジャズピアニスト）
  - 2022年1月1日に放送された新春スペシャルから担当。なお、以前『ジャズ・トゥナイト』にレギュラー出演していた。

## アシスタント
- 有坂直美
- 橘まゆみ
- 吉野みどり
- 渡辺真子[注 3]

## ナレーション
- デーヴ・フロム